# SMS Erzherzog Friedrich
SMS Erzherzog Friedrich (с нем. — «Его Величества Корабль Эрцгерцог Фридрих») — австро-венгерский эскадренный броненосец типа «Эрцгерцог Карл». Назван в честь Фридриха Фердинанда Леопольда Австрийского, главнокомандующего ВМС Австрии (1844—1847). Сооружён в 1902 году, и спущен на воду 30 апреля 1904 года. В составе третьего дивизиона боевых кораблей участвовал в Первой мировой войне на море. В 1920 году передан Франции в качестве трофея.

## Внешний вид
Водоизмещение броненосца составляло 10640 т. Размеры в метрах: 126,2 x 21,8 x 7,5. Экипаж составлял 700 человек. Совместно с «Эрцгерцогом Карлом» и «Эрцгерцогом Фердинандом Максом» они составляли последний класс тяжелых кораблей (дредноут). Двигателями являлись четырёхцилиндровые паровые машины тройного расширения с двумя винтами, что давало мощность в 18 тысяч лошадиных сил и скорость в 20,5 узлов. Вооружён броненосец был четырьмя орудиями 40 калибра в двух двойных туррелях в центре (точная копия британских 240-мм пушек Krupp C/94), как на броненосцах типа «Габсбург». Дополнительным вооружением были 12 орудий 42-го калибра марки Škoda, установленные в 8 казематах (по 4 на борт) и двух двойных туррелях в центре. Снаряды развивали начальную скорость до 800 м/с, дальность стрельбы орудий составляла до 20 км. Каждое орудие весило по 12,1 т и выпускало до трёх снарядов в минуту. Корабли отстреливались от малых кораблей и катеров орудиями Škoda 45 калибра, а от самолётов 37-мм пушками Vickers, закупленными в 1910 году. Также броненосец имел два торпедных аппарата калибром 450 мм, но нечасто их применял.

## История службы
Был мобилизован после начала войны для помощи кораблям «Гёбен» и «Бреслау», которые прорывались к Турции. Прибыл со своими кораблями-близнецами к Бриндизи, когда экипаж узнал об успешном завершении операции и получил приказ о возвращении. «Эрцгерцог Фридрих» в составе флота участвовал в бомбардировке Анконы 24 мая 1915 года. Выпустив суммарно с «Карлом» и «Фердинандом Максом» 24 снаряда калибром 240 мм и 74 снаряда калибром 190 мм, он разрушил несколько сигнальных башен, уничтожил несколько портовых зданий и итальянских батарей. До 1 февраля 1918 года продолжал нести службу, но затем отправился в гавань Каттаро с крейсерами «Санкт-Георг» и «Кайзер Карл VI», где сопровождал лёгкие крейсера типа «Новара». Затем экипаж был распущен, а сами корабль встал в резерв. В июне 1918 года адмирал Миклош Хорти начал секретную операцию в проливе Отранто: три броненосца типа «Эрцгерцог Карл» и четыре линкора типа «Вирибус Унитис» должны были скрытно пробраться к итальянскому побережью, блокировать флот Антанты и разгромить их сухопутные части, надеясь повторить аналогичную прошлогоднюю операцию. Однако 10 июня 1918 года линкор «Сент-Иштван» был потоплен итальянскими катерами, и вся операция была сорвана. До конца войны «Эрцгерцог Фридрих» находился в порту, а после капитуляции был передан французам, которые в 1921 году пустили устаревший броненосец на слом.